# 東京牛乳
東京牛乳（とうきょうぎゅうにゅう）は、協同乳業が販売する牛乳の商品名である。東京で生産され首都圏で消費される地産地消の商品であり、東京都地域特産品認証食品に指定されている。
東京都・多摩地区の酪農家が生産している生乳を原料とし、協同乳業東京工場にて滅菌され、東京都内の百貨店やスーパーマーケット、一部のコンビニエンスストアなどで販売される。
少し高価な商品であっても品質や鮮度を意識する消費者からプレミアム食品として支持を受けている。
協同乳業東京工場では、毎朝5台の集乳車を用いて多摩地区の酪農家36軒から集乳を行っている。集乳された生乳は、乳脂肪分3.7％以上、無脂乳固形分8.5％以上のものだけを厳選して東京牛乳として商品化している。1日の生産量は1リットル入りのミルクカートンで約6000個ほどである。

## 来歴
- 2006年9月、協同乳業より東京牛乳を発売する[4][2]。
- 2010年、“審決取消請求事件（商標「東京牛乳」事件）＜知財高裁＞-平成20年（行ケ）第10474号、平成21年９月30日判決言渡-”. 特許ニュース (経済産業調査会). (2010年1月18日)
- 2013年10月30日、日本国内の牛乳・乳製品企業96社より850品目以上の製品が出品される[5]国内最大規模の牛乳・乳製品の展示会 Japan Milk Collection 2013 に出品し、来場者からの人気投票[注 2]による人気商品ランキングで第2位を獲得した[4][6]。
- 2014年、秋葉原駅の中央・総武緩行線・プラットホームにあるミルクスタンド主催の第1回ご当地牛乳総選挙にノミネートされる[7]。

## 関連商品
東京牛乳を用いた乳製品や菓子などの関連商品が納入先の各社より発売されている。
- 東京牛乳アイス - 東京牛乳の風味を活かした一口サイズのアイスミルクで、協同乳業による発売。
- 「ちっちゃい！キャラメルコーン・はちみつミルク味」、「ハーベストはちみつミルク味」 - 東ハトと銀座はちみつ、東京牛乳がコラボレーションして誕生した東京限定のキャラメルコーン[8][9]。東海道新幹線開業50周年記念の商品として東京駅一番街の東京おかしランドに期間限定出展されたポップアップストア『キャラメルコーン ステーション』にて発売された[8][9]。

## 番組出演
- 清水陸央・ほか「東京ブランド「東京牛乳」の生産者をリサーチせよ」『Honda Smile Mission』TOKYO FM[4]。
- 『ひるまえほっと：てくてく散歩:東京育ち！おいしい牛乳をたずねて』（テレビ番組）日本放送協会、東京、2014年10月20日。

## 取扱店
- ナチュラルローソン - 東京都内の約110店舗で取り扱う。販売の担当者によれば「乳脂肪分3.7％以上ある高い品質はお値打ち品」と語る[2]。
- 京王百貨店新宿店 - 京王百貨店新宿店で取り扱う牛乳の中で2番目に高価な商品であるが、売れ行きも堅調となっている[2]。
- 東急ストア - 東京都内の約10店舗で取り扱う[2]。
- 道の駅八王子滝山。
- JAあきがわファーマーズセンター - 開店時間になる前に陳列される[2]。